# Karizmatično gibanje
Karizmatično gibanje je meddenominacijsko krščansko prenovitveno gibanje.
Ime izvira iz grške besede charisma, ki pomeni milostni oz. božji dar. Poudarja razodevanje darov Svetega Duha kot znamenja njegove prisotnosti. Ti darovi so znani kot svetopisemske karizme ali duhovni darovi, ki dajejo posamezniku vpliv ali avtoriteto nad mnogimi ljudmi. Zelo pomembna darova med temi karizmami sta govorjenje v jezikih in preroštvo. Karizmatiki trdijo, da se lahko tudi danes izkusi razodevanje Svetega Duha, kot je bilo dano Cerkvi v prvih stoletjih.

## Zgodovina gibanja
Gibanje se je začelo 1906 na Azusa Street mission v Los Angelesu; na duhovni obnovi metodistov. Udeleženci obnove so trdili, da so napolnjeni s s Svetim Duhom, sklicujoč se na zapis o binkoštih v 2. poglavju Apostolskih del. Govorjenje v jezikih in čudeži ozdravljenja so jih povedli do duhovne vzhičenosti. Tisti, ki so se udeležili tega dogodka, so razširili svoje navdušenje po celotnih ZDA. Tako se je začelo Binkoštno (pentekostalno) oz. Karizmatično gibanje.
V zgodnjih 70. letih 20. stoletja se je gibanje razširilo v Evropo. V 80. letih se je razširilo na mnoge nove denominacije. Vplivalo je na baptiste, episkopalce, evangeličane in tudi na nedominacijske cerkve.

## Značilnosti
Karizmatično gibanje je najbolj znano po tem, da sprejema govorjenje v jezikih oz. glosolalijo, milostne ozdravitve in preroštva kot dokaz Svetega Duha. Srečanja so namenjena molitvi in duhovnemu petju, plesu, vzklikanju v Duhu in dvigovanju rok v molitvi. Pogosto je del služenja maziljenje bolnih z oljem. To so temeljni razlogi za rast in priljubljenost tega gibanja. Čeprav sta rast in priljubljenost zaželeni, se ju ne more uporabljati za preverjanje resnice.
Za pripadnike gibanja je ključno prepričanje, da Kristusovo telo ne potrebuje novih apostolov, novih zdravilcev po veri ali novih čudodelnikov, ampak da se mora Cerkev vrniti k Božji besedi in izpovedovati popolno svetovanje Boga v moči in ljubezni Svetega Duha.

## Kritično razmišljanje
Ostaja vprašanje, če Karizmatično gibanje temelji na Svetem pismu. Zagovorniki se sklicujejo na Sveto pismo, saj verujejo, da je v njem razodeta Božja resnica.